# Henry Mohoanyane
Henry Mahlomola Mohoanyane (* 11. August 1963 in Vereeniging, Südafrika) ist ein ehemaliger lesothischer Sprinter.
Er trat bei den Olympischen Sommerspielen 1992 in Barcelona an. Im Wettbewerb über 400 m schied er in den Vorläufen aus.